# Daniela Sofronie
Nicoleta Daniela Sofronie, cunoscută ca Dana Sofronie (n. 12 februarie 1988, Constanța, România) este o gimnastă română de talie mondială, laureată cu aur și, respectiv argint olimpic la Atena 2004.
În 2004 a fost decorată cu Ordinul „Meritul Sportiv” clasa I. În august 2005 s-a retras din gimnastică.